# Ісламська держава у Великій Сахарі
Ісламська держава у Великій Сахарі (IS-GS) — це бойова група, яка дотримується ідеології салафітського джихадизму. ІД-ВС була сформована 15 травня 2015 року в результаті розколу в рамках групи бойовиків Аль-Мурабітуна. Розкол був реакцією на прихильність одного з її лідерів, Аднана Абу Валіда аль-Сахрауї до Ісламської держави.

## Історія
Аль-Мурабітун було створено 22 серпня 2013 року після злиття MUJAO та El-Mouaguiine Biddam. 13 травня 2015 року MUJAO пообіцяв вірність Ісламській державі у заяві лідера групи Валіда аль-Сархауї. Він діяв самостійно до 30 жовтня 2016 року, коли був визнаний Ісламською державою.
У грудні 2015 року близько 100 бойовиків пообіцяли вірність Ісламській державі у Великій Сахарі. Ряди групи збільшились на десятки бойовиків та симпатиків Малі з регіону Гао поблизу Менаки.
28 листопада 2019 року влада Іспанії опублікувала попередження про можливість теракту в регіоні проти громадян Іспанії, які відвідують та працюють у таборах біженців Сахара в Західній Сахарі.
Іспанська влада побоювалась, що напади збігатимуться зі святкуванням іспанського Дня конституції (6 грудня). Спецслужби попереджали про ризик нападу джихадистів у регіоні Сахари в таборах біженців у місті Тиндуф у Алжирі. Сахарська арабська демократична республіка Сахраві заперечила цю загрозу. Жодного нападу не сталося.

## Організація, сили та розташування

### Командири
Група була заснована і очолювана Аднане Абу Валідом аль-Сахрауї, який 16 вересня 2021 року, був знищений французькими військовими силами.
Можливо, Аль-Сахрауї замінили наприкінці 2019 року новим еміром Абдулом Хакімом аль-Сахрауї. Серед інших його командирів — Даундун Шефу, Ілляссу Джибо, псевдонім Петі Шафорі (або Джафорі) та Мохамед Аг Альмунер, відомий як «Тінка», убитий французькою армією 26 серпня 2018 року.

### Сили
На початку 2017 року Марк Мем'є, дослідник Французького інституту міжнародних відносин (IFRI), підрахував, що в Ісламській державі у Великій Сахарі було кілька десятків чоловіків — не враховуючи прихильників — переважно малійців в регіоні Гао. Наприкінці 2015 р. RFI вказав, що кількість робочої сили групи скдажає близько ста людей.
Згідно з доповіддю Центру боротьби з тероризмом (КТК) у Вест-Пойнті, у серпні 2018 року в ІД-ВС було 425 учасників бойових дій.

### Територія поселення та етнічна база
Група базується в регіоні Менака.
Значна частина його учасників — це Пеулі. У Малі останні здебільшого є громадянами Нігерії, яких посуха та демографічний сплеск селян Зарми та Хауси витяснили з малійського боку кордону. Аднане Абу Валід аль-Сахрауї заручився підтримкою багатьох членів цієї громади, пообіцявши захистити їх від набігів та крадіжок худоби туарегами, починаючи з Дахоусахака.